# Frans de Kok (dirigent)

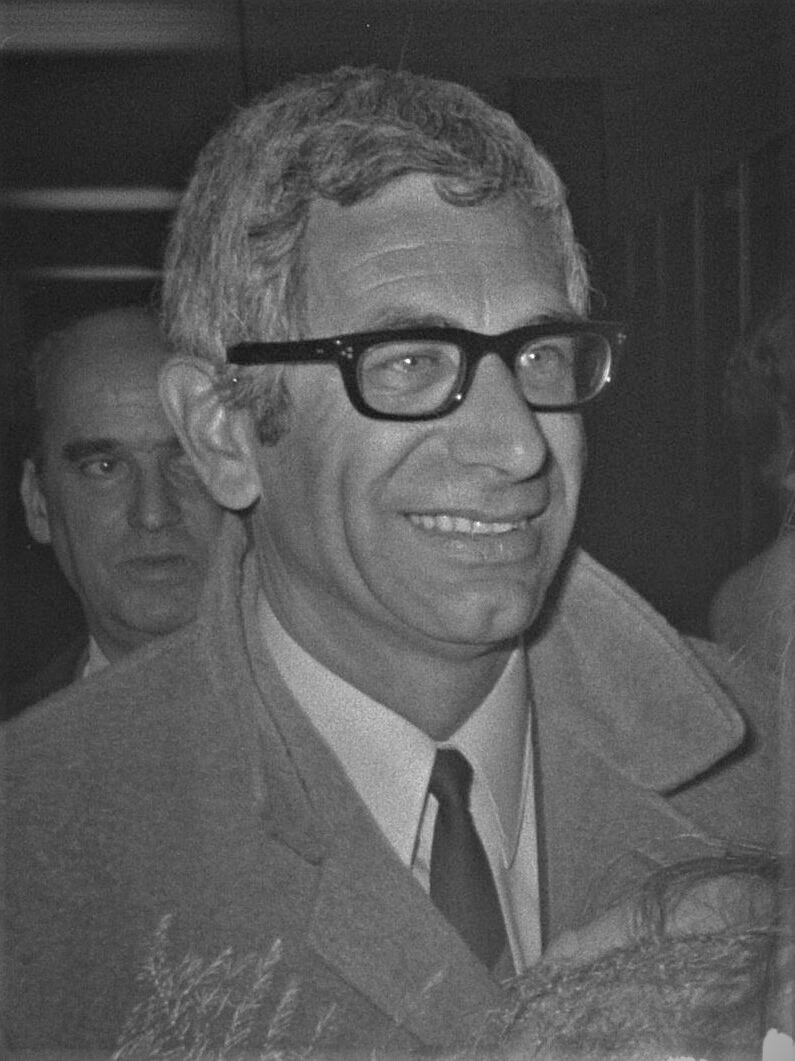
Frans de Kok (1969)

Frans de Kok (18 januari 1924 – 4 mei 2011) was een Nederlands dirigent en componist.

## Biografie
In 1943 werd De Kok naar Duitsland getransporteerd om er dwangarbeid te gaan verrichten. Toch slaagde hij erin te vluchten na de zware bombardementen op Keulen. In die tijd leerde hij zichzelf accordeon spelen. Nadien deed hij hetzelfde met gitaar en contrabas.

### Zilveren roos van Montreux
Na de oorlog kon hij aan de slag in het jazz-orkest van Joe Andy. Eind jaren vijftig verkaste hij naar De Zaaiers, een van de orkesten van de AVRO. In de jaren zestig werkte De Kok samen met Rudi Carrell, met wie hij de Zilveren Roos van Montreux won voor De Robinson Crusoe-show. In 1965 dirigeerde hij het Grand Gala du Disque. Datzelfde jaar arrangeerde hij het fel bejubelde debuutalbum van zanger Boudewijn de Groot.
In 1967 opende hij een platenwinkel in Tilburg en trok hij zich stilaan terug uit de muziekwereld.

### Eurovisiesongfestival 1969
In 1969 dirigeerde De Kok de Nederlandse inzending op het Eurovisiesongfestival 1969. Nederland wist het festival zelfs te winnen al moest de winst wel gedeeld worden met drie andere landen. 
In 1969 weigerde Dolf van der Linden te dirigeren bij het festival van dat jaar. De reden van zijn afwezigheid is niet duidelijk. Mogelijk trok hij zich terug omdat het Songfestival dat jaar plaatsvond in het dictatoriale Spanje onder Franco. Zijn plaats werd ingenomen door Frans de Kok. Het jaar daarop nam Van der Linden zijn plaats weer in.
- Library of Congress Control Number: n89656600
- MusicBrainz: dafe0e3b-13d1-4891-80c4-f0577dba6eec
- Nederlandse Thesaurus van Auteursnamen: 140716475
- Virtual International Authority File: 13921054